# Demiurgo

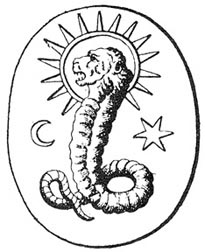
Una de las representaciones del demiurgo es la cara de león: una deidad con cabeza de león encontrada en una gema gnóstica, en La Antigüedad explicada y representada en figuras, de Bernard de Montfaucon, la cual puede tratarse de una representación de un demiurgo.

En filosofía, el demiurgo (en griego: Δημιουργός, dēmiurgós) es la descripción de una deidad primordial que, en la filosofía idealista de Platón y en la mística de los neoplatónicos, era considerado un dios creador del mundo físico y autor del universo; y el cual posteriormente en la filosofía gnóstica derivó en la entidad que, sin ser necesariamente creadora, es impulsora del universo.
«Demiurgo» significa, literalmente, 'maestro', 'supremo artesano', 'hacedor'.
En las escuelas de filosofía platónica, neopitagórica, platónica media y neoplatónica, el demiurgo es una figura similar a la de un artesano, responsable de dar forma y mantener al universo físico. Los gnósticos adoptaron posteriormente el vocablo «demiurgo». Si bien el demiurgo da forma al universo físico, esto no lo hace necesariamente igual a la figura del creador en el sentido monoteísta, en tanto el demiurgo en sí mismo, así como el material a partir del cual le da forma al universo, se consideran ambos como consecuencias de algo más. Dependiendo del sistema, el demiurgo puede ser considerado increado y eterno o producto de alguna otra entidad.
La palabra «demiurgo» deriva de demiurgus, una forma latinizada del griego δημιουργός o dēmiurgós. Originalmente era un sustantivo común que significaba 'artesano', pero gradualmente pasó a significar 'productor' y finalmente 'creador'. Su uso filosófico y su uso como un nombre propio derivan ambos del Timeo de Platón, escrito alrededor de 360 a. C., en donde el demiurgo es presentado como el creador del universo. El demiurgo también se describe como un creador en las tradiciones filosóficas platónicas (c. 310 a. C. - 390 a. C.) y platónica media (c. 90 a. C. - 300). En las diversas ramas de la escuela neoplatónica (siglo III en adelante), el demiurgo es el que da forma al mundo real y perceptible según el modelo de las Ideas, si bien (en la mayoría de los sistemas neoplatónicos) todavía no es en sí mismo el Uno. En la ideología archidualista de los diversos sistemas gnósticos, el universo material es malo, mientras que el mundo inmaterial es bueno. Según algunas corrientes del gnosticismo, el demiurgo es malévolo, ya que está vinculado al mundo material. En otros, entre los que se incluyen las enseñanzas de Valentino, se considera que el demiurgo es simplemente un ser ignorante o confundido.

## Platonismo y neoplatonismo

### Platón
Las alusiones al demiurgo se encuentran en numerosos diálogos platónicos, a partir del Gorgias hasta llegar al Filebo, pasando por el Crátilo, la República y el Sofista. En particular, Platón se refiere al demiurgo frecuentemente en el diálogo socrático Timeo (28a y sigs.), escrito alrededor de 360 a. C. El personaje principal se refiere al demiurgo como la entidad que «diseñó y dio forma» al mundo material. El demiurgo es el agente que toma los materiales preexistentes del caos, los ordena según los modelos de las formas eternas y produce todas las cosas físicas del mundo, incluyendo los cuerpos humanos. Timeo describe al demiurgo como enteramente benévolo y que, por tanto, desea un mundo lo mejor posible. Esta obra de Platón es una reconciliación filosófica de la cosmología de Hesíodo en su Teogonía, reconciliando a Hesíodo con Homero sincréticamente.
Según el mito de Platón expuesto en el Timeo —obra en la que describe la disposición, a partir de razonamientos fundados en la teoría de las ideas y del cosmos—, al principio en el universo solo había
- materia informe y caos;
- ideas, que son perfectas;
- el demiurgo, una divinidad;
- espacio.

Platón nos cuenta que el demiurgo se compadece de la materia y copia en ella las ideas, obteniendo con ello los objetos que conforman nuestra realidad. De esta forma explicaba la separación entre el mundo de las ideas que son perfectas y el mundo real (material) que, siendo imperfecto, participa como una copia de la perfección. A veces se considera al Demiurgo como la personificación platónica de la razón activa.

### Platonismo medio
En la cosmogonía neopitagórica y platónica media de Numenio, el demiurgo es el segundo Dios como el nous o pensamiento de los inteligibles y sensibles.

### Neoplatonismo
Plotino y los platónicos posteriores trabajaron para clarificar la noción de demiurgo. Para Plotino, la segunda emanación representa una segunda causa no creada (compárese con la Díada de Pitágoras). Plotino buscaba reconciliar la energeia de Aristóteles con el demiurgo de Platón, que, como demiurgo y mente (nous), es un componente crítico en el constructo ontológico de la conciencia humana que se utiliza para explicar y aclarar la teoría de la sustancia dentro del realismo platónico (también llamado idealismo). Para reconciliar la filosofía aristotélica con la platónica, Plotino identificó metafóricamente al demiurgo (o nous) dentro del panteón de los dioses griegos como Zeus.

#### Henología
Plotino describe el primer y más alto aspecto de Dios como el Uno (Τὸ Ἕν), la fuente o la Mónada. Este es el Dios por encima del demiurgo y se manifiesta a través de las acciones del demiurgo. La Mónada emanó al demiurgo o Nous (conciencia) de su vitalidad «indeterminada» debido a que la mónada era tan abundante que se desbordaba sobre sí misma, causando autorreflexión. Plotino se refería a esta autorreflexión de la vitalidad indeterminada como el «demiurgo» o creador. El segundo principio es la organización en su reflexión de la fuerza no sensible o dynamis, también llamada el uno o la Mónada. La díada es energeia emanada por el uno que es luego el trabajo, proceso o actividad llamado nous, demiurgo, mente, conciencia que organiza la vitalidad indeterminada en la experiencia llamada mundo material, universo, cosmos. Plotino también esclarece la ecuación de la materia con la nada o el no ser en Las Enéadas que se refiere más correctamente a expresar el concepto de idealismo o el que no hay nada ni en ningún lugar fuera de la «mente» o el nous (cf. panteísmo). 
La forma de Plotino del idealismo platónico es tratar al demiurgo, nous como la facultad contemplativa (ergon) dentro del hombre que ordena la fuerza (dynamis) en la realidad consciente. En esto, afirmó revelar el verdadero significado de Platón: una doctrina que aprendió de la tradición platónica y que no apareció fuera de la academia o en el texto de Platón. Esta tradición del Dios creador como nous (la manifestación de la conciencia), puede validarse en las obras de filósofos anteriores a Plotino como Numenio, así como una conexión entre la cosmología hebrea y platónica (véase también Filón).
El Demiurgo del platonismo es el Nous (mente de Dios), y es uno de los tres principios de ordenamiento:
- Arché (gr. 'comienzo') - la fuente de todas las cosas,
- Logos (gr. 'razón', 'causa') - el orden subyacente que se esconde bajo las apariencias,
- Harmonia (gr. 'armonía') - proporciones numéricas en matemáticas.

Antes de Numenio de Apamea y las Enéadas de Plotino, ninguna obra platónica aclaraba ontológicamente al demiurgo de la alegoría del Timeo de Platón. Sin embargo, la idea de demiurgo se abordó antes que Plotino en las obras del escritor cristiano Justino Mártir, quien construyó su comprensión del demiurgo sobre las obras de Numenio.

### Jámblico
Más tarde, el neoplatónico Jámblico cambió el papel del Uno, alterando efectivamente el papel del demiurgo como segunda causa o díada, una de las razones por las que Jámblico y su maestro Porfirio entraron en conflicto. 
La figura del demiurgo surge en la teoría de Jámblico, que conjuga el trascendente, incomunicable Uno o Fuente. Aquí, en la cima de este sistema, la Fuente y el Demiurgo (reino material) coexisten a través del proceso de hénosis. Jámblico describe al Uno como una mónada cuyo primer principio o emanación es el intelecto (nous), mientras que entre «los muchos» que le siguen hay un segundo Uno superexistente que es el productor de intelecto o alma (psique). 
El Uno se divide además en esferas de inteligencia: la primera y superior esfera es la de los objetos de pensamiento, mientras que la última esfera es el dominio del pensamiento. Así, se forma una tríada del nous inteligible, el nous intelectivo y la psique para reconciliar aún más las diversas escuelas filosóficas helenísticas del actus y potentia (actualidad y potencialidad) de Aristóteles del motor inmóvil y el demiurgo de Platón. Luego, dentro de esta tríada intelectual, Jámblico asigna el tercer rango al demiurgo, identificándolo con el nous perfecto o divino con la tríada intelectual siendo ascendida a una hebdómada (intelecto puro). En la teoría de Plotino, el nous produce la naturaleza a través de la mediación intelectual, por lo que los dioses intelectualizadores son seguidos por una tríada de dioses psíquicos.

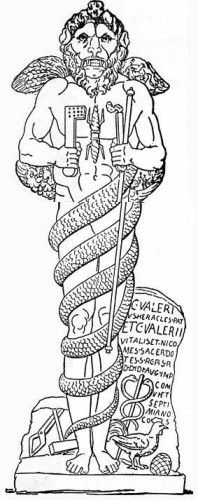
Dibujo de leontocephaline encontrado en un Mitreo del 190 d. C. en Ostia Antica, Italia

## Mitología
El demiurgo es un genio ordenador. En el principio había una masa caótica, desordenada, informe, indeterminada, etc., y también estaba el demiurgo, el cual miró esta masa y pensó: «¿qué puedo hacer con ella? No sé lo que voy a hacer, pero haga lo que haga lo voy a hacer bien». Después ideó una a una las cosas que iba a hacer y de acuerdo con su idea las fue haciendo.
El mito del demiurgo implica lo siguiente:
- La idea del bien es la primera de todas las ideas.
- Las ideas son anteriores a las cosas y  son causa de ellas.
- Las ideas son la única verdad.

Dentro de otras mitologías  y tradiciones igualmente podemos encontrar deidades similares y/o equivalentes, tales como Vishua Karma y Maia Asura en la Mitología hindú.

## Gnosticismo
El concepto platónico del demiurgo es retomado por el gnosticismo, donde en algunas sectas y movimientos recibe el nombre de Yaldabaoth. Sin embargo, hay diferencias significativas en cómo se interpreta y comprende en cada filosofía. 
En contraste con el platonismo, en el gnosticismo, especialmente en ciertas sectas, el demiurgo es considerado más bien como una deidad inferior y malévola. Se le atribuye la creación del mundo material como una prisión para atrapar a las chispas divinas atrapadas en la materia (como los seres humanos) y alejarlos de la verdadera realidad espiritual. 
El espíritu, se considera la chispa divina que reside en el ser humano y que busca liberarse del dominio del cuerpo y la materia. La lucha entre el espíritu y la materia se convierte en una parte esencial del camino hacia la liberación espiritual. La gnosis, que se refiere al conocimiento espiritual directo y liberador, es vista como el medio para alcanzar la salvación y escapar del control del demiurgo y del mundo material. La gnosis se presenta como una revelación interna que solo puede alcanzarse a través de un proceso de despertar espiritual y entendimiento profundo.
Debido a que el gnosticismo se desarrolló de manera descentralizada, las interpretaciones específicas pueden variar según el movimiento en cuestión. Además, el gnosticismo tiene influencias de diferentes tradiciones religiosas y filosóficas, lo que también contribuye a su diversidad y complejidad.

## Filosofía y literatura
- Con Friedrich Hegel, se convierte en demiurgo el proceso del pensar, al que transforma en fuerza independiente y divinizada. El demiurgo es la fuerza creadora, la inteligencia suprema.
- El filósofo rumano Émile Cioran escribió un libro en que trata in extenso de estos asuntos desde un punto de vista nihilista: El aciago demiurgo (1969).
- Gustav Meyrink autor de, entre otras, El Golem, en su introducción a unos textos atribuidos a santo Tomás de Aquino (Tratado de la piedra filosofal y Tratado sobre la alquimia[18]) cita una frase que atribuye al Buda Gautama:

Buscando al constructor del edificio, he recorrido sin pausa el trayecto circular de muchas vidas. Ahora te he encontrado y he penetrado en tu ser. ¡Nunca más me construirás casa alguna!
Gustav Meyrink.

- Según el ensayista Burkhardt Gorissen, el demiurgo y el Gran Arquitecto del Universo de la franc-masonería son la misma entidad.[20]
- Jorge Luis Borges menciona en La biblioteca de Babel a los «demiurgos malévolos» como los creadores hipotéticos de las personas que habitan y recorren las infinitas galerías.[21]